# Pentagonica bicolor
Pentagonica bicolor är en skalbaggsart som beskrevs av Leconte. Pentagonica bicolor ingår i släktet Pentagonica och familjen jordlöpare. Inga underarter finns listade i Catalogue of Life.